# Национальная демократическая партия (Индонезия)
Национальная демократическая партия (Партия Насдем; индон. Partai NasDem) — политическая партия в Индонезии. Она была создана и финансируется медиа-бароном Сурьей Палохом, который основал одноимённую организацию «Национальные демократы» (индон. Nasional Demokrat). Несмотря на это и сходство логотипа, НКО Nasional Demokrat настаивает на том, что она не связана с партией НасДем.

## История
Партия берёт своё начало в ориентированной на молодёжь неправительственной организации Nasional Demokrat (National Democrats), основанной владельцем новостного каналом MetroTV Сурьей Палохом и Хаменгкубувоно X, султаном Джокьякарты в 2010 году. В 2011 году Хаменгкубувоно X покинул организацию, недовольный её превращением в политическую партию. Менее чем через месяц Сурья Палох сформировал Партию Насдем и назначил бывшим председателем бывшего политического деятеля Партии национального мандата (ПАН) Патриса Рио Капеллу.
Партия была официально создана 26 июля 2011 года. На первом съезде партии в январе 2013 года Сурья Палох был избран председателем партии на 5 лет. Конференция также предоставила ему полное право определять партийную стратегию и политику и взять курс на победу на выборах 2014 года. Позже в том же месяце один из основателей и спонсор, медиа-магнат Хари Таноесоедибхо, основатель огромной медиагруппы Media Nusantara Citra, неожиданно покинул партию в знак протеста против назначения Сурьи Палоха и перешёл в Народную партию совести, возглавляемую бывшим генералом Виранто. Впоследствии Хари стал кандидатом на пост вице-президента от этой партии. В конце 2013 года партия Насдем подала заявку на участие в выборах 2014 года, и 7 января 2014 года Центральная избирательная комиссия (КПУ) зарегистрировала партию на выборы.
До 2011 года Сурья Палох был членом партии Голкар в течение 40 лет и некоторое время работал председателем консультативного совета партии. Однако Сурья Палох «неоднократно отрицал», что он сформировал партию Насдем, чтобы позволить ему снова баллотироваться на пост президента.
На выборах 2019 года получила 59 мест.